# Micromalthidae
Micromalthidae – rodzina chrząszczy z podrzędu Archostemata. 
Monotypowy rodzaj Micromalthus opisany został w 1878 roku przez Johna Lawrence’a LeConte i początkowo klasyfikowany był w rodzinie drwionkowatych. W 1913 roku Herbert Spencer Barber wprowadził dla niego monotypową rodzinę Micromalthidae, którą umieszczał na drzewie rodowym w pobliżu drwionkowatych. W 1926 William T.M. Forbes przeniósł ją do podrzędu Archostemata i tak jest klasyfikowana do dziś, choć część autorów rozważała umieszczenie jej wśród Myxophaga lub chrząszczy wielożernych. Przez dłuższy czas jedynym znanym gatunkiem pozostawał Micromalthus debilis. W 1971 roku Jerome G. Rozen doniósł o niezidentyfikowanych do gatunku skamieniałościach rodzaju Micromalthus znalezionych w bursztynie meksykańskim, a w latach 90. XX wieku George Poinar i współpracownicy wykazali ten rodzaj z inkluzji w bursztynie dominikańskim. Znaleziska te poszerzyły zapis kopalny rodziny o oligocen i miocen. W 1981 roku Roy Albert Crowson umieścił w rodzaju Micromalthus, bez przypisywania do gatunku i formalnego jej opisywania, pochodzącą z aptu (kreda) larwę zatopioną w bursztynie libańskim. Jej formalny opis opublikowali w 2008 roku Aleksander Kirejczuk i Danny Azar, umieszczając ją w nowym rodzaju Cretomalthus i czyniąc rodzinę Micromalthidae niemonotypową. W 2010 Kirejczuk i współpracownicy opisali nowy gatunek z rodzaju Micromalthus na podstawie inkluzji w bursztynie znalezionym we Francji i datowanym na wczesny eocen. Ponadto Kirejczuk i Azar donoszą o nieopisanych skamieniałościach Micromalthidae z jury późnej.